# دیتر هوئنس
دیتر هوئنس (به آلمانی: Dieter Hoeneß) بازیکن فوتبال و مهاجم اهل آلمان است که از سال ۱۹۷۹ میلادی عضو تیم ملی فوتبال آلمان بوده‌است. وی در ۶ بازی ملی حضور داشته است و آخرین بازی ملی خود را در سال ۱۹۸۶ میلادی انجام داد. دیتر هوئنس در بازی‌های ملی‌اش ۴ گل به ثمر رساند.
از تیم‌هایی که در آن بازی کرده‌است می‌توان به باشگاه فوتبال اشتوتگارت اشاره کرد.